# Стоянов Дмитро Георгійович
Дмитро Георгійович Стоянов (30 серпня 1868 — 1918) — священник Православної російської церкви, депутат IV Державної думи від Херсонської губернії.

## Життєпис
Народився 1868 року. Походив з родини священника.
Закінчив Одеську духовну семінарію, після чого став священником. Служив у селі Слободзея Тираспольського повіту, з 1897 року — у Кладовищенській церкві в Миколаєві, з 1914 року — в церкві Богородиці Всіх Скорботних Радості (Новокупецької церкви). Входив до складу відділення Херсонської єпархіальної училищної ради в місті Миколаєві.
Під час виборів до Державної думи Російської імперії IV скликання був виборщиком від Миколаївського відділення 2-го з'їзду міських виборців. 23 лютого 1914 року обраний до складу Думи замість депутата Володимира Нестеренка, який склав повноваження. Увійшов до складу фракції російських націоналістів та помірковано правих, а після розколу в 1915 році став позафракційним.
Помер 1918 року. Похований у Миколаївському некрополі.

## Родина
Був одружений з попадею Марією Георгіївною (померла у 28-річному віці). У шлюбі народилися сини Дмитро та Костянтин, обоє померли в дитячому віці. Уся родина покоїться в одному склепі в Миколаївському некрополі.